# Németh Edit
Németh Edit (Ajka, 1958 –) magyar festő.

## Életpályája
1958-ban született, német származású szülők gyermekeként. Győrben a Hittudományi Főiskolán diplomázott. E tanulmányok későbbiek során jelentőségteli mozzanattá váltak festészetében, melyet alapvetően egyfajta spirituális igény határoz meg. Bécsben tanult 1990-1993-ig festészetet és művészettörténetet: 1991 óta állít ki. Jelenleg Ausztriában él és dolgozik. Magyarországon és Ausztriában rendezett kiállításain kívül több nyugat-európai országban volt kiállítása: Svájc, Németország, Belgium, Hollandia. Németh Edit nemzetközi művészeti nyelvet beszél. Tanulmányaiban meghatározó benyomást gyakoroltak rá az osztrák képző és építőművészet nemzetközi hírű nagy mesterei, olyanok, mint Egon Schiele, G. Klimt, Otto Wagner, valamint a kortárs képzőművészet szintén kvalitásos és elismert művészei mint: Ernst Fuchs, Ludwig Attersee, Aric Brauer, Hundertwasser vagy H. Nitsch. Legközelebbi példaképeinek a német expresszionistákat: a Brücke és Blauer Reiter művészcsoport alkotóit érzi: Schmidt-Rottluff, Eric Heckel, Franz Marc. E felsorolásból is látszik, hogy Németh Edit világa sok szálon kötődik a 20. század európai avantgardehoz. Alkotásainak kiindulópontja ezen belül is elsősorban a századelő mára klasszikus festészeti forradalma. Sok esetben érzékelhetők műveiben áthatások, asszociációk, utalások és témaazonosságok e nagy generáció alkotásaival.   Ami e szemléleti közösség alapja, az élethez fűződő spirituális viszony, a létezés energiáinak impulzív megélése, élménye.  Bár Németh Edit a német expresszionizmusra hivatkozik, művészete azért ennél összetettebb. Nem csak az expresszionizmus, hanem a századelő többi irányzata, az orfikus kubizmus és konstruktivizmus is befolyásolta.

## Munkássága
Tér, forma és szín: ezek alkotásainak fő alapeszközei: ezekkel készít játékos formavariációkat. Alkotásai egy hosszú évek óta tartó gazdagodási folyamat tanúi, melynek során egyre intenzívebben foglalkozik a műalkotás e három alapegységének egymással szoros kapcsolatban álló sajátosságaival. Korai munkáiban erősebb a figuratív tendencia és az expresszív indulatiság,míg a későbbiek gyakorta konkrét képzetek ürügyén elvont formakapcsolatokat jelenítenek meg és alapvetően absztrakt indíttatásúak. A két csoport időrendi egymásutánja azt mutatja, hogy Németh Edit a figurálisból a nonfiguratív,absztrakt forma felé tájékozódik. Az átmenetet a 90-es évek második felében a bohócokat ábrázoló sorozatában teremtette meg: ezek már félig absztrakcióba hajló, kubisztikus kompozíciók. Németh Editet a kubizmus kapcsán nem a mechanika,a gépi- technológiai világ csodái, hanem játékos, lüktető,dekoratív erő ragadja meg. Témáiban a kubizmus többféle aspektusát is feldolgozza: a szintetikus és orfikus változatok mint közel állnak hozzá. A szintetikus kubizmus módszerét használja, amikor a naturális tárgyak utánzása helyett szabadon kitalált képzőművészeti "jelek" használatával él. Ezt is több perspektivikus nézőpont jellemzi, a tömegek ábrázolása helyett síkokban  fejezi ki magát. Mozgalmas ritmus hatja át a kompozíciókat. A statikusság helyett a mozgásra helyezi a hangsúlyt, így a reneszánsz térformálás helyébe az időbeli forma lép. A kubisztikus látásmód fejleményeként kerül közel Németh Edit az orfikus kubizmushoz is, amely alapvetően a színekkel való kísérletezést tűzte ki célul. Fő célkitűzése a színek dinamizmusának kutatása a spektrum színeinek, valamint a zenével való kapcsolat vizsgálata révén.
A művészi fejlődés harmadik fokozata Németh Edit művészetében a konstruktív forma. Bár ihletőnek a német expresszionizmus mestereit említi, közelebb állnak hozzá az orosz Malevics szuprematista kompozíciói. Németh Edit is a térben lebegő, úszó formákkal dolgozik. Azonban Malevics spirituális transzcendenciája, szláv lelkisége Németh Editnél izzó színmágiával teli anyagsűrűsödéssé koncentrálódik.Képarchitektúrája közelebb áll a magyar Kassák Lajoséhoz: a színek áthatásai, testszerű valósága valódi életélményeket fejez ki. Németh Edit munkássága így tehát abba a vonulatba illeszthető, amely a 80-as évek magyar művészetében újgeometria néven emlegetnek. Németh Edit is alapvetően nonfiguratív művész: alkotásai absztrakt geometrikus képek – bár címadásában konkrétan ihlető megnevezésekre utal.Választott alapmotívumaként egy jellegzetes formát választ: a háromszöget. A háromszög Németh Edit munkásságában egy mozgalmasan dinamikus kompozíciós forma, melyet a művésznő a hagyományos négyszögletű kompozíciós rendszerbe illeszt. Megsokszorozza, tükrözi az alapformát, és így fedések,áthatások szövedékéből alakul a kompozíció. A Papírsárkány sorozat háromszögei mintha egy képzetes csomópont körül forognának: ferde vonalak sodró mozgalmasságából egyfajta metamorfózison mennek át: éjszakában ragyogó,égitestekként sugározzák felénk pulzáló energiájukat.„spirituális értelemben a transzcendens evilág feletti Létezőbe vetett hitet szimbolizálja, filozófiai jelentése pedig, az anyagi világ kötöttségeitől való szabadulás, az ember szabadságvágyának, testi-lelki-szellemi szabadságának szimbóluma”—mondja róluk a művész.
A leegyszerűsített formákkal,konstruktív tételekkel általában a világegyetem megváltoztathatatlan törvényeinek végletességét, tiszta,racionális szemléletét fejezték ki a századforduló művészei. Németh Edit nem ezen az úton haladt: számára a geometria nem megmásíthatatlan törvényt, hanem színeket, mozgásokat, egyfajta kozmikus életörömöt sugároz. Igaz, hogy elvont fogalmakat jelenít meg, de a játékosság, a nőies érzelem alapvető eleme e kompozícióknak. Itt érkezünk el a szín kiemelt fontosságú szerepéhez. Németh Edit alkotásainak is ez egyik kulcseleme – a három alkotóelemből talán a legfontosabb, ugyanis képeiben nem a leíró, ábrázoló funkciójú forma dominál – ez inkább csak ürügy a dekoratív színes ritmusok kialakítására. A foltok lüktetése és a színélmény az újabb, absztrakt alkotásainak is központi eleme. Kompozícióit több színvariációban készíti el. Hideg és meleg színek mozaikszerű módon egymás mellé helyezett rendszerével sokféle, árnyalt módon fejezi ki magát. A kompozíció – más-más színmegoldással,más-más tartalmakat jelez. A színfestés alkotásaiban a leghatásosabb elem, amit rendkívül kulturált módon, finom zenei akkordokként használ. „A zene mindig jelentős szerepet játszott az életemben, így munkáim között fellelhető számos zenemű interpretálása is” - mondja a művész. Az élet olyan impulzív pillanatait veti vászonra, amely ünnepivé teszi a hétköznapokat.